# Grimanesa Amorós
Grimanesa Amorós (Lima, 1962) es una artista interdisciplinaria peruana, conocida mundialmente por sus instalaciones escultóricas de luz a gran escala. Tiene diversos intereses en campos como la historia social, las investigaciones científicas y la teoría crítica, las cuales, en gran medida, han influenciado en su trabajo. Su proceso permanece orgánico e instintivo. La relación intuitiva con la tecnología es una característica distintiva de la práctica de Amorós. La creadora investiga las locaciones, historias y comunidades en las que realiza sus instalaciones. Su trabajo incorpora elementos de la escultura, el vídeo, la iluminación y la tecnología, para crear instalaciones site-specific que involucran a la arquitectura y crean comunidad. Actualmente vive y trabaja en Nueva York.
Grimanesa Amorós constantemente recurre al importante legado cultural peruano como inspiración para sus instalaciones en gran escala basadas en luz, las cuales han sido presentadas alrededor del mundo, desde México, Tel Aviv y Beijing hasta el Time Square en Nueva York. Si bien su arte continúa inspirándose en la historia del Perú, no retiene una mirada esencialista o nostálgica sobre el tema. En el arte de Grimanesa Amorós se percibe, de alguna manera, un encuentro entre el pasado y el futuro. Usualmente da charlas en museos y universidades en donde sus conferencias, no solo atraen futuros artistas sino que también a estudiantes y facultades comprometidas con la ciencia y la tecnología. Fue una de las ponentes en Global TED 2014, en donde habló sobre cultura antigua, paisajes y tecnología del siglo XXI. Amorós ha exhibido en Estados Unidos, Europa, Asia y Latinoamérica.

## Carrera y primeros años
Sus ambiciones artísticas comenzaron cuando ella estaba obsesionada con dibujar mapas a una muy temprana edad. Su madre vio talento en ella y la inscribió en clases de arte a los once años de edad. Durante la adolescencia, estudió psicología y arte simultáneamente. Asistió la taller Miguel Gayo Art Atelier en Lima, Perú. Cuando tuvo 18 años, exhibió una muestra de sus pinturas las cuales se vendieron en su totalidad.
Debido al temprano éxito, Amorós se mudó a la ciudad de Nueva York para intentar desarrollar su carrera como artista por sí misma. Una vez allí, ganó una beca para estudiar pintura y grabado en la Liga de estudiantes de arte de Nueva York. Comenzó principalmente como pintora —pensando la pintura en términos escultóricos— pero, finalmente empezó a realizar trabajos tridimensionales.

Grimanesa Amoro's art plays deftly with the notion that painting and sculpture might come into being through the process of shedding, as apposed to accumulation, the more physical aspects of form, so that the condition in which her subjects are presented does not function as a 'final' state at all, but more like one of several possible chosen moments within which the process of coming-into-being has been captured
Dan Cameron

Los intereses de Amorós en las obras de arte tridimencionales condujeron sus exploraciones en los procesos de fabricación de papel. Ella llevó esta sensibilidad hacia su trabajo con piezas tales como La incubadora en la Roger Smith Lab Gallery.

## Trabajo público
Después de años de exhibir en espacios de galería, el arte público tuvo una accesibilidad y apertura que siempre la había intrigado. Las primeras piezas públicas de Amorós fueron Frente Feroz, en Harlem, Nueva York, una instalación que incorpora siluetas hechas de papel y luz y La incubadora, en la Roger Smith Lab Gallery en Nueva York, una instalación que incorpora esculturas hechas de papel e iluminación atmosférica. Estas instalaciones iluminadas la condujeron a las esculturas de burbujas por las que más tarde sería conocida. Ella desarrolló su idea mediante el uso de LEDs, Lexan y serigrafías para crear esferas translúcidas inspiradas en la natural elegancia de la espuma de mar y en las cañas de totora.

## Instalaciones de luz seleccionadas / esculturas

### Huanchaco Series

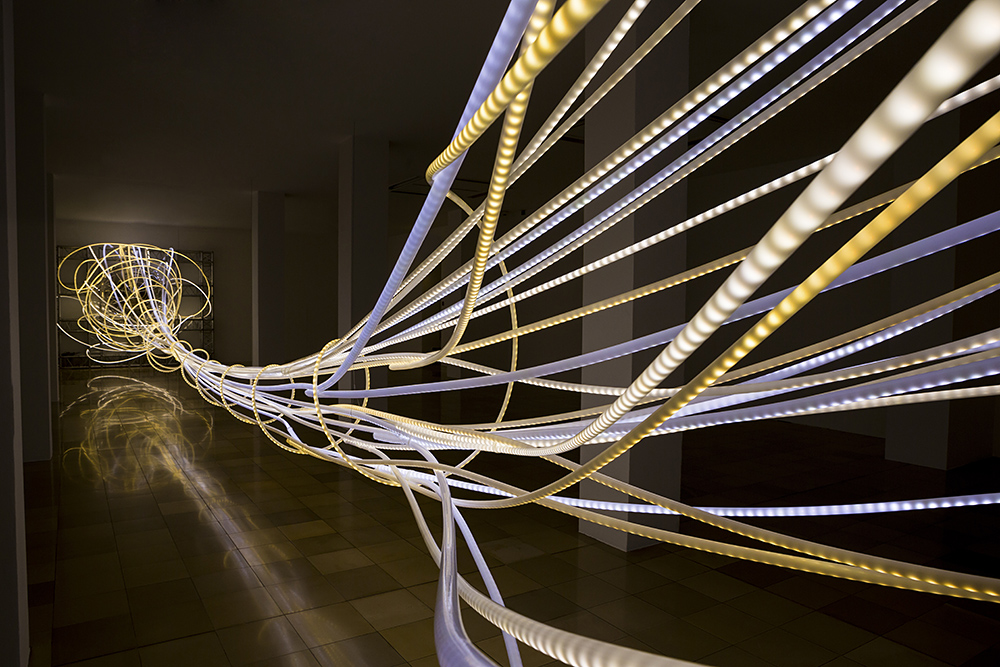
Ocupante Ludwig Museo Koblenz 2016

#### Ocupante(2016)
En su primera exposición en un museo de Alemania, el Ludwig Museo Koblenz, muestra tres grandes obras de sus dos instalaciones a gran escala y un vídeo con el título "Ocupante" en español. Este título fue escogido por el museo para toda la exhibición de la artista, cuyo trabajo literalmente tomó posesión del museo y de su entorno. A primera vista, lo que Grimanesa Amorós construyó en el museo Ludwig puede parecer muy técnico y abstracto: un piso entero lleno de tubos de luz que se entrelazan y envuelven uno alrededor del otro. Los tubos están sujetos por armazones de metal, en los extremos del espacio, y parecen flotar entre las sombras. Periódicamente, la luz pulsa y comienza a través de los tubos, a veces las luces parpadean, luego se atenúan de nuevo. Hay un ritmo como de respiración y el espectador lo percibe automáticamente.

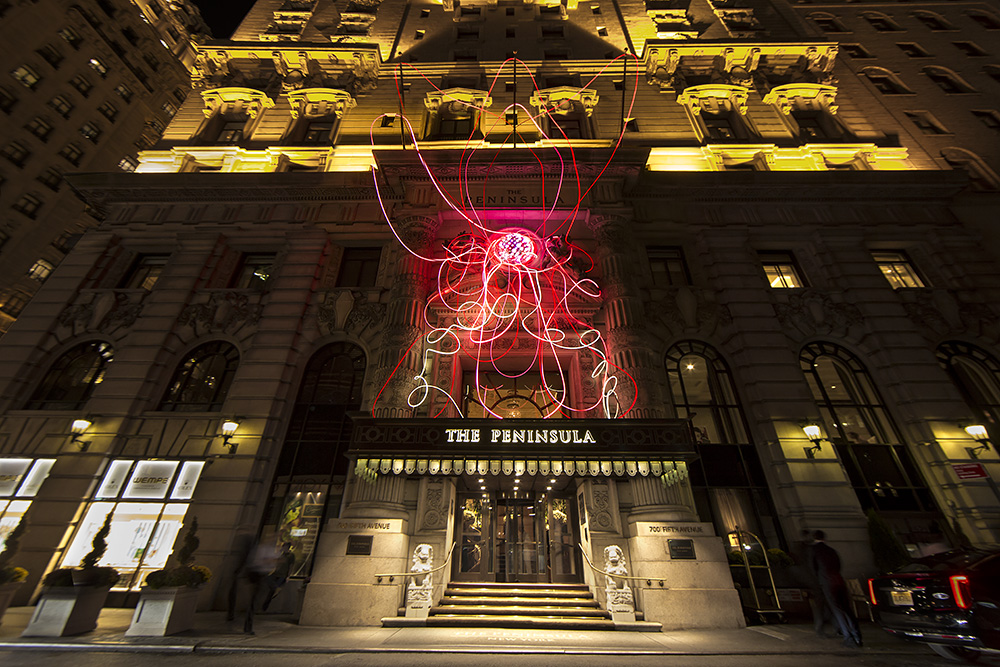
Pink Lotus en Hotel de Península NY, 2016

#### Pink Lotus(Loto rosa) (2015)
Procurando mantener la iniciativa de la temática “rosa”, Amorós usó luces led para crear una flor de loto rosada que ilumina la emblemática fachada neoclásica del hotel Península de Nueva York. Al colocar la instalación en la fachada principal, Amorós apoyaba el Mes de Concientización sobre el Cáncer de mama, llamando la atención tanto acerca de las Diosas Romanas, que representan el poder de las mujeres en todo el mundo, como a las asociaciones simbólicas de la flor de loto con la creación, la ilustración y el renacimiento. Pink Lotus crea un diálogo con la arquitectura existente y la historia del lugar, con una dramática secuencia de iluminación de once minutos que provee al público de una experiencia visual única creada por la iluminación led.

#### Golden Water(2015)
Inspirada en la natural elegancia del canal de Arizona, modelado según las vías fluviales del siglo XIII excavadas por la tribu Hohokam, Golden Waters (Agua dorada) está montada en una estructura segura unida al puente Soleri, diseñado por el artista, arquitecto y filósofo Paolo Soleri. La escultura de luz flotante se extiende paralelamente a la ruta del canal a ochenta pies al oeste del puente. El sistema de tubos led de Golden Water parece elevarse sobre las aguas del canal, celebrando la unión de la luz y el agua. Las líneas horizontales y verticales de Golden Waters son una metáfora del equilibrio dinámico entre las fuerzas urbanas y las naturales, que pueden ser experimentadas simultáneamente.

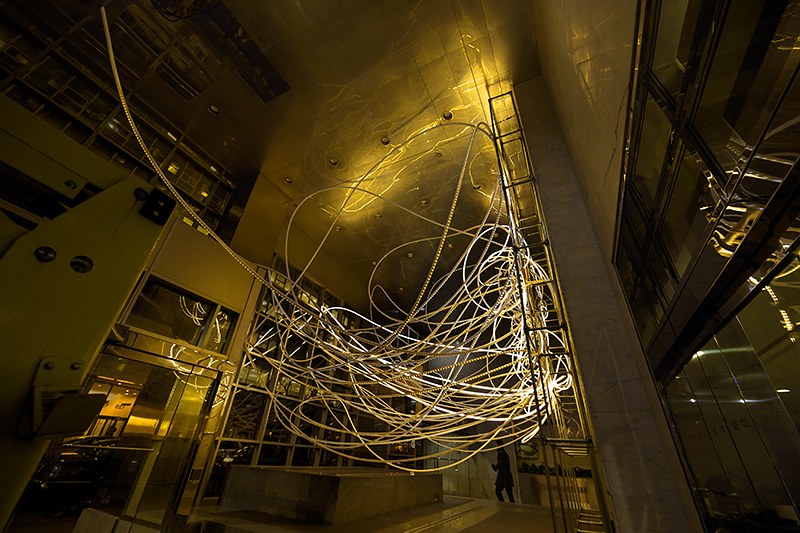
Breathless Maiden Lane en 125 Camino Virginal Nueva York, NY

#### Breathless Maiden Lane(2014)
Breathless Maiden Lane explora y revela la arquitectura del atrio de Maiden Lane, un espacio de vidrio, mármol y granito ubicado en el distrito financiero de Nueva York. Esta escultura pertenece al trabajo tardío de Amorós en el que utiliza luces led en combinación con material difuso y sus características esculturas en forma de burbuja. Las burbujas recuerdan a las islas hechas por el hombre que flotan en el Lago Titicaca y las líneas largas de tuberías led aluden a los distintivos juncos que crecen en el norte del Perú. La instalación de luz era parte del evento The Armory Show (feria de arte).

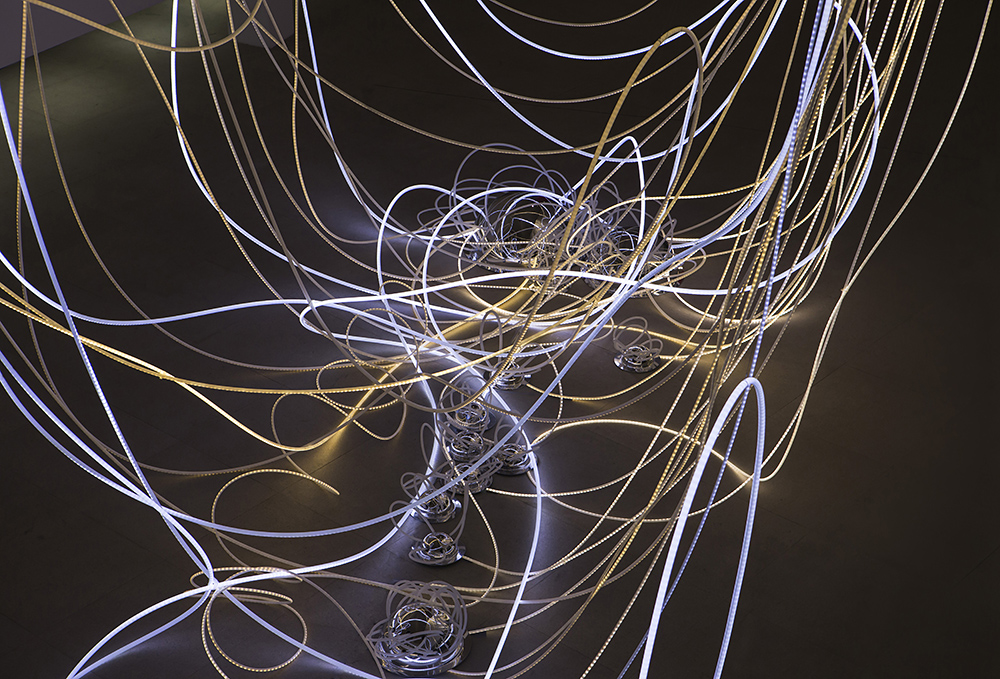
The Mirror Connection en el Museum of China Central Academy of Fine Arts por Grimanesa Amoros

#### The Mirror Connection(2013)
The Mirror Connection (La conexión de espejo) es una
instalación escultórica de luz que fue inaugurada el 2 de junio de 2013 y pudo ser vista hasta el 22 de junio de este mismo año. La obra estaba compuesta por circuitos expuestos que emanaban patrones de luz.

#### Fortuna(2013)
Fortuna fue una instalación de luz temporal en un sitio específico ubicado en Tabacalera en Madrid, España. Comisionada por el Ministerio de Educación y Cultura de España, el título de la obra hace referencia a la marca "Tobacco" que fue producida originalmente en la antigua fábrica Tobacco, La Fragua.

### Uros Serie

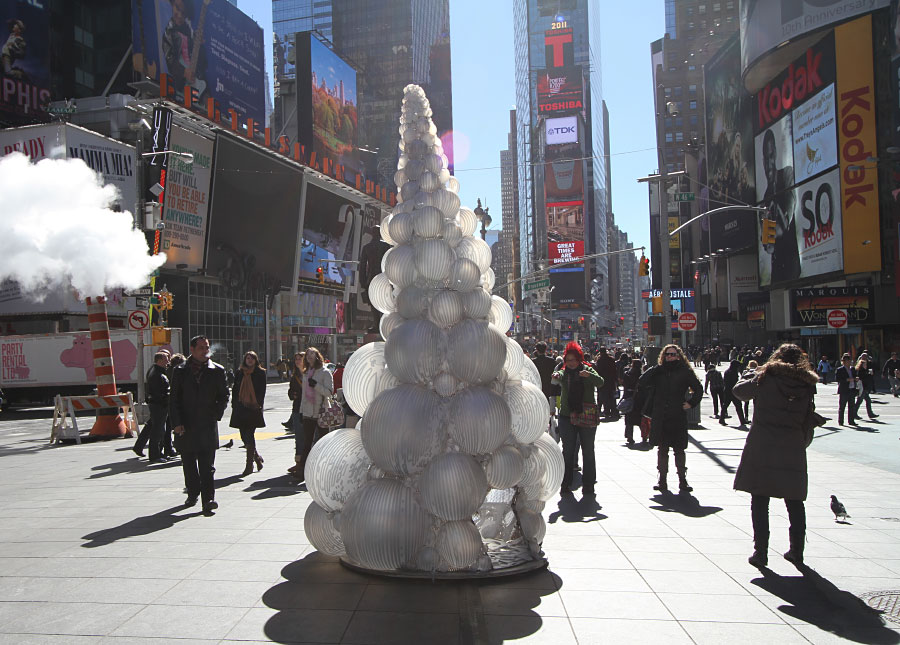
Uros House en Times Square, 2011

En sus esculturas iluminadas, Amorós continuamente retorna al tema de las Islas de Uros, que son una serie de islas flotantes del Lago Titicaca, ubicado en la frontera de Perú y Bolivia. Las islas fueron hechas con totora seca y juncos por las personas de la época pre-inca de los Uros. Cuando Amorós visitó las islas por primera vez, quedó impresionada por el "sensación de liviandad y conexión espiritual" que experimentó mientras caminaba sobre las islas flotantes.
Los juncos también se utilizan como material estructural para construir desde casas hasta botes en la cultura Uro.
Amorós ha incorporado las formas y patrones de estos juncos en sus esculturas iluminadas. Sus trabajos recientes incluyen:

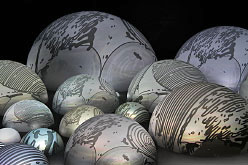
Uros Island en el 2011. Bienal de Venecia.

#### Uros Houseen Times Square, NY
Parte del programa de artes públicas de la Alianza de Times Square, en colaboración con The Armory Show (feria de arte) Esta pieza fue exhibida posteriormente en el museo Paul and Lulu Hilliard University Art Museum de la Universidad de Luisiana en Lafayette, Luisiana.

#### Uros Islanden la 54.ªBienal de Venecia(2011)
Fue parte del evento colateral FUTURE PASS.
Uros Island es una obra inspirada en las únicas islas flotantes de alta elevación en el agua en el mundo, ubicadas en el Lago Titicaca. La instalación combina los patrones cambiantes de luz y colores de Venecia y del lago sagrado del Inca mientras el sol se arquea sobre el cielo. Cuando el sol se pone sobre la locación de la exhibición veneciana y los rayos empiezan a extenderse a través del cielo, las resplandecientes islas hemisféricas en la pieza de los Uros parecen flotar en el aire, creando así la ilusión de que la gravedad ha desaparecido temporalmente. El show de la Bienal, titulado ILLUMINATIONS, fue el foro para esta escultura de luz controlada por una computadora. La exposición fue movida al Museo Nacional de Artes de Taiwán y al Today Art Museum en China.

#### Urosen TribecaIssey Miyake(2011)

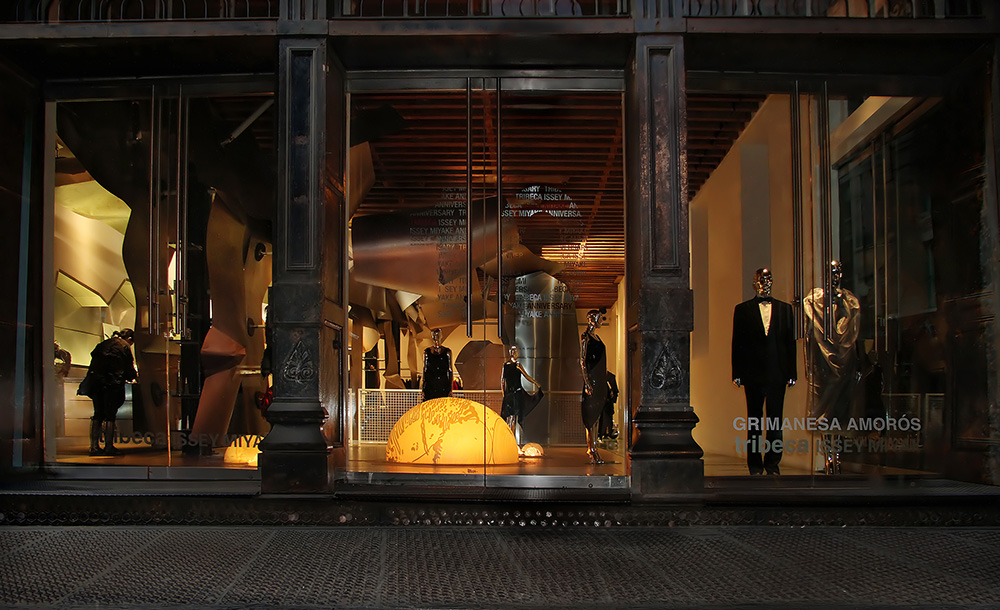
"Uros" de Grimanesa Amorós Tribeca ISSEY MIYAKE

A pesar de que Tribeca Issey Miyake es difícilmente un espacio vasto y abierto de arte intervencionista, en esta instalación ubicada en la boutique del diseñador joponés Issey Miyake, las esculturas confrontaron nuevos espectadores y mezclaron fácilmente moda y artes. Las burbujeantes y refulgentes burbujas crean una tensión maravillosa con la atmósfera exoesquelética de la tienda diseñada por Frank Gehry, así como las modas perfectamente plisadas que se exhiben. La instalación continúa con su serie "Uros", inspirada en los paisajes artificiales creados por el pueblo pre Inca, que apareció ese mismo año en la Bienal de Venecia y en una obra pública en Times Square en unión con el Armory Show.

#### Golden Uros,parte del APART Festival (2011)
Obra realizada en la Capilla de la Perseverancia, ubicada en Tarascon, Francia.

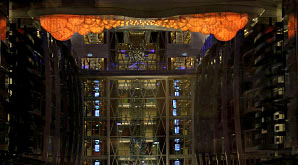
Racimo En Allure de los Mares en Turku, Finlandia, 2011

#### "Racimo" (2010)
Amorós incorporó gradualmente la luz a sus esculturas, pero su primer escultura iluminada relevante ocurrió cuando ICART para Royal Caribbean International le solicitó crear una escultura iluminada para Allure of the Seas, el crucero más grande del mundo.
Inspirada en la iluminación del mundo natural en sus viajes, Amorós encontró una forma de incorporar tecnología para expresar su propia interpretación acerca de cómo la naturaleza la impacta. Ella creó Racimo con base en sus experiencias al crecer en el Perú, pasando largas tardes en los viñedos, donde se sintió cautivada por el color y la forma de las uvas. Las formas de la instalación también reflejaron su fascinación por las formas y colores de la espuma del mar.

## Colaboraciones

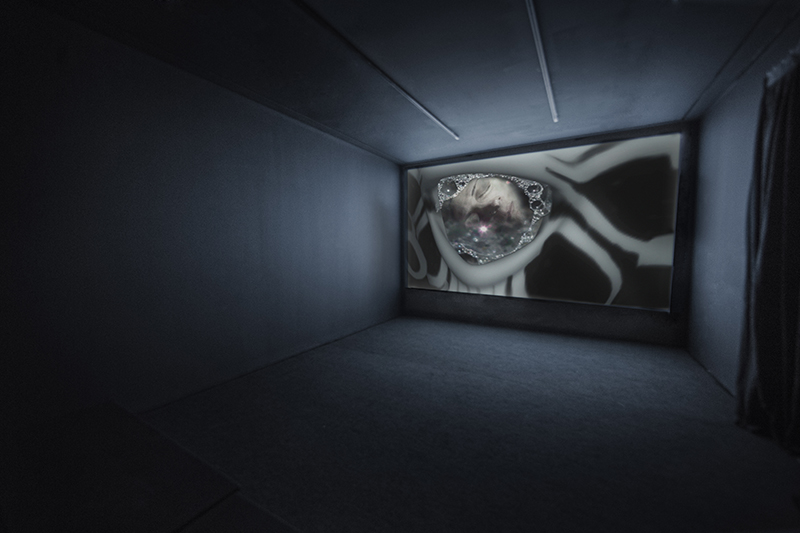
Grimanesa Amoros Miranda Vídeo Israel de Tel Aviv 2013

Amorós colaboró con la Biennale Des Antiquaires en el Grand Palais en París, Francia, para crear la pieza de iluminación escultórica, Movimiento atemporal (En vida y Luz).
En 2014, Amorós colaboró con Akiko Elizabeth Maie, la nueva marca de Nepenthes AMERICA INC, presentando "ONKOCHISHIN 2014. Un tema descubre nuevos horizontes buscando en el pasado".
Además, ha colaborado con Ivri Lider, miembro de la banda The Young Professionals y uno de los jóvenes cantantes de popo más populares en Israel, en la banda sonora de su video, Miranda. El video fue estrenado junto a sus esculturas de luz Light between the Islands en 2013.

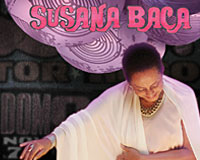
Afrodiaspora CD cubierta para Susana Baca diseñado por Grimanesa Amorós Estudio, 2011

Amorós trabajó con la cantante afroperuana y Ministra de Cultura Susana Baca en su video Entre el cielo y la tierra. Baca produjo una partitura original para el video, titulado " Nacimiento de Voces". Amorós también produjo un documental de entrevista titulado, La conexión perfecta de Susana Baca, que ha sido usado en conciertos de la cantante. La última colaboración con Baca fue el álbum del 2011, Afrodiaspora, donde Amorós diseñó y usó imágenes de sus obras con fotografías de Susana en el paquete del CD.
En el video Rootless Algas, ella trabajó con Hilmar Orn Hilmarsson que produjo una partitura original. El video se exhibió con su instalación de algas multicolores hechas con la fundición de hojas de abacá traslúcida.
En Reflexión Obscura trabajó con José Luis Pardo, nominado a múltiples Grammys y ganador Grammy Latino con Los Amigos Invisibles.
En La Incubadora trabajó con la nominada a múltiples Grammys Meshell Ndegeocello.
En 2011, hizo una colaboración especial con el diseñador de moda Manuel Fernández en su "Fashion Art show", creando un vestido llamado Precious Nipples (pezones preciosos).

## Exposiciones
- Apart Festival, Francia, 2016
- Katonah Museum of Art, Nueva York , 2016
- "Ocupante", Ludwig Museum Koblenz, 2016
- "Pink Lotus", Hotel The Peninsula , Nueva York, 2015
- "Golden Waters, Soleri Bridge, Arizona, 2015
- Fortuna, La Fragua Tabacalera, Madrid, España, 2013.
- The Mirror Connection, CAFA Art Museum, Beijing, China, 2013
- Harper's Bazaar / Art Basel HK, Hong Kong, China, 2013
- Georgian National Museum's National Gallery, Tbilisi, Georgia, 2013
- Livak Gallery, Tel Aviv, Israel, 2013;
- "Uros House", The Lite Center, Lafayette, Luisiana, 2013
- Yuan Space, Voyager Video Retrospective, Beijing, China, 2012
- La Torre de los Vientos, The Route of Friendship Patronage, WMF, Nina Menocal Gallery, México D.F. 2012
- Art in the Air, Edificio PECO, Filadelfia, 2012
- Watch Your Step, The Flag Art Foundation, Nueva York, 2012
- Museo de Arte de la Universidad Nacional de Seúl, Seúl, Corea del Sur, 2012
- 54 Bienal de Venecia, Evento colateral Future Pass, Venecia, Italia.
- Tribeca Issey Miyake Headquarter, NYC, 2011
- Programa de Artes Públicas de la Alianza Times Square, en colaboración con The Armory Show, Nueva York[36][37]

## Festivales de cine, conferencias y ferias de arte
- Ponente en TED Global (Río de Janeiro, Brasil).

## Premios y subvenciones
- Visionary Art Show: Lifetime Achievement Award (Italia)
- Bronx Museum of the Arts: AIM Alumni Artist Award (NY)
- The National Endowment for the Arts Visual Artist Fellowship (Washington D. C.)
- The Travel Grant Fund for Artists, NEA Arts International, (New York, NY),
- The Bronx Museum for the Arts: Aim Program (Bronx, NY)
- The Louis Comfort Tiffany Foundation "Participant Biennial Competition" (New York, NY)
- X Tumi USA Award (Miami, Florida)
- Becas de residencia para artistas por Omi International Arts Center (Columbia County, NY), Rutgers University "Estelle Lebowitz Visiting Artist," (New Brunswick, NJ), Santa Fe Art Institute (Santa Fe, NM), Virginia Center for the Creative Arts(Amherst, VA), Artspace (Raleigh, NC) and Centrum Arts (Port Townsend, WA).

Además, sus trabajos han sido seleccionados para el Programa de Arte en Embajadas del Departamento de Estado de EE. UU; en Ankara, Turquía (2001) y en Lima, Perú (2003).